# سيبريانو دو رور
سيبريانو دو رور (بالفرنسية: Cipriano de Rore)‏ (1515 أو 1516 - بين 11 سبتمبر و20 سبتمبر 1565) كان ملحنًا فرنسيًا فلمنكيًا في عصر النهضة ونشط في إيطاليا.

## روابط خارجية
- سيبريانو دو رور على موقع الموسوعة البريطانية (الإنجليزية)
- سيبريانو دو رور على موقع ميوزك برينز (الإنجليزية)
- سيبريانو دو رور على موقع أول ميوزيك (الإنجليزية)
- سيبريانو دو رور على موقع ديسكوغز (الإنجليزية)